# Shamosaurus scutatus
Lo shamosauro (Shamosaurus scutatus Tumanova, 1983) è un dinosauro erbivoro vissuto verso la fine del Cretacico inferiore in Mongolia. 

## Scoperta e denominazione
Nel 1977, una spedizione mista mongolo-sovietica scoprì lo scheletro di un anchilosauro nel sito di Chamrin-Us nella provincia di Dornogovi in Mongolia. Questa rappresentava la prima scoperta di un anchilosauro del Cretacico inferiore in Mongolia.
Nel 1983, Tatyana Tumanova denominò e descrisse la specie tipo Shamosaurus scutatus. Il nome del genere deriva dal cinese mandarino sha mo (deserto di sabbia), che è il nome cinese per il deserto del Gobi. Il nome specifico scutatum fa invece riferimento alla protezione data dall'armatura corporea (scutum in latino).
Shamosaurus è noto dall'olotipo PIN N 3779/2, proveniente dalla formazione di Dzumbain, equivalente alla formazione Khukhtekskaya e datata all'Aptiano-Albiano, cioè a circa 115 milioni di anni fa. Consiste di un cranio completo, la mandibola inferiore e parte dello scheletro post-craniale con armatura. Il solo cranio fu descritto nel 1983. Successivamente vennero descritti anche i reperti PIN 3779/1, un pezzo del cranio, e PIN 3101, la mandibola inferiore. I fossili fanno parte della collezione dell'Istituto Paleontologico di Mosca, dove sono in mostra l'olotipo del cranio e due semi-vertebre cervicali.

## Descrizione
Shamosaurus era un dinosauro di medie dimensioni, con la lunghezza del corpo stimata in cinque metri e un peso di due tonnellate.
Il corpo di questo dinosauro era pesantemente corazzato, come quello di tutti i suoi simili (famiglia degli anchilosauridi). Le caratteristiche che lo distinguono dagli altri anchilosauridi, però, risiedono nel cranio: al contrario degli altri appartenenti alla famiglia, lo shamosauro possedeva un cranio piuttosto allungato, anche se fortemente corazzato e "scolpito". Rispetto agli altri anchilosauridi, poi, lo shamosauro possedeva ancora grandi orbite arrotondate. Per queste caratteristiche Shamosaurus è riutenuto essere uno dei più primitivi anchilosauridi noti, e assieme a poche altre forme (ad es. l'ancor più primitivo Gobisaurus) fa parte della sottofamiglia degli shamosaurini (Shamosaurinae).